# Campionati mondiali di canoa/kayak 2018
I Campionati mondiali di canoa/kayak 2018 sono stati la 44ª edizione della manifestazione. Si sono svolti a Montemor-o-Velho, in Portogallo, dal 22 al 26 agosto 2018; la sede delle gare è stato il Centro de Alto Rendimento de Montemor-o-Velho.

## Medagliere
| Pos.   | Paese         | Oro | Argento | Bronzo | Totale |
| ------ | ------------- | --- | ------- | ------ | ------ |
| 1      | Germania      | 7   | 4       | 2      | 13     |
| 2      | Ungheria      | 6   | 1       | 2      | 9      |
| 3      | Russia        | 3   | 3       | 5      | 11     |
| 4      | Bielorussia   | 3   | 2       | 3      | 8      |
| 5      | Canada        | 3   | 0       | 1      | 4      |
| 6      | Brasile       | 2   | 0       | 1      | 3      |
| 7      | Portogallo    | 2   | 0       | 4      | 2      |
| 8      | Nuova Zelanda | 1   | 4       | 0      | 5      |
| 9      | Spagna        | 1   | 3       | 1      | 5      |
| 10     | Rep. Ceca     | 1   | 1       | 2      | 4      |
| 11     | Gran Bretagna | 1   | 1       | 0      | 2      |
| 12     | Polonia       | 0   | 3       | 3      | 6      |
| 13     | Russia        | 0   | 2       | 0      | 2      |
| 13     | Danimarca     | 0   | 2       | 0      | 2      |
| 15     | Lituania      | 0   | 1       | 2      | 3      |
| 15     | Serbia        | 0   | 1       | 2      | 3      |
| 17     | Ucraina       | 0   | 1       | 1      | 2      |
| 18     | Slovacchia    | 0   | 1       | 0      | 1      |
| 19     | Cile          | 0   | 0       | 1      | 1      |
| 19     | Irlanda       | 0   | 0       | 1      | 1      |
| 19     | Italia        | 0   | 0       | 1      | 1      |
| 19     | Norvegia      | 0   | 0       | 1      | 1      |
| 19     | Sudafrica     | 0   | 0       | 1      | 1      |
| 19     | Svezia        | 0   | 0       | 1      | 1      |
| Totale | Totale        | 30  | 30      | 31     | 91     |

## Podi

### Uomini
| Evento      | Oro                                                                 | Perform.  | Argento                                                             | Perform.  | Bronzo                                                                | Perform.  |
| Canoa       |                                                                     |           |                                                                     |           |                                                                       |           |
| C1 - 200 m  | Artsem Kozyr                                                        | 39"810    | Ivan Shtyl                                                          | 39"970    | Henrikas Žustautas                                                    | 40"043    |
| C1 - 500 m  | Isaquias Queiroz                                                    | 1'49"203  | Sebastian Brendel                                                   | 1'49"496  | Martin Fuksa                                                          | 1'50"143  |
| C1 - 1000 m | Sebastian Brendel                                                   | 3'48"390  | Martin Fuksa                                                        | 3'49"625  | Isaquias Queiroz                                                      | 3'50"190  |
| C1 - 5000 m | Sebastian Brendel                                                   | 23'40"857 | Fernando Enrique                                                    | 23'46"646 | Kirill Shamshurin                                                     | 24'09"504 |
| C2 - 200 m  | Bielorussia Hleb Saladukha Dzianis Makhlai                          | 37"646    | Polonia Arsen Śliwiński Michał Łubniewski                           | 37"816    | Russia Alexander Kovalenko Ivan Shtyl                                 | 37"993    |
| C2 - 500 m  | Brasile Isaquias Queiroz Erlon Silva                                | 1'40"043  | Russia Viktor Melantev Vladislav Chebotar                           | 1'41"590  | Polonia Arsen Śliwiński Michał Lubniewski                             | 1'41"787  |
| C2 - 1000 m | Germania Yul Oeltze Peter Kretschmer                                | 3'38"207  | Cuba Serguey Torres Fernando Enrique                                | 3'39"462  | Russia Kirill Shamshurin Ilya Pervukhin                               | 3'40"647  |
| C4 - 500 m  | Russia Pavel Petrov Viktor Melantyev Mikhail Pavlov Ivan Shtyl      | 1'35"606  | Ucraina Yurii Vandiuk Oleh Borovyk Andrii Rybachok Eduard Shemetylo | 1'36"726  | Italia Daniele Santini Sergiu Craciun Nicolae Craciun Luca Incollingo | 1'37"196  |
| Kayak       |                                                                     |           |                                                                     |           |                                                                       |           |
| K1 - 200 m  | Carlos Garrote                                                      | 35"259    | Artūras Seja                                                        | 35"366    | Evgenii Lukantsov                                                     | 35"512    |
| K1 - 500 m  | Josef Dostál                                                        | 1'37"905  | Tom Liebscher                                                       | 1'38"912  | Bence Nádas                                                           | 1'39"516  |
| K1 - 1000 m | Fernando Pimenta                                                    | 3'27"666  | Max Rendschmidt                                                     | 3'28"391  | Josef Dostál                                                          | 3'29"177  |
| K1 - 5000 m | Fernando Pimenta                                                    | 21'42"896 | René Poulsen                                                        | 21'43"723 | Javier Hernanz                                                        | 21'46"565 |
| K2 - 200 m  | Ungheria Márk Balaska Balázs Birkás                                 | 31"873    | Spagna Saúl Craviotto Cristian Toro                                 | 32"133    | Serbia Nebojša Grujić Marko Novaković                                 | 32"156    |
| K2 - 500 m  | Russia Artem Kuzakhmetov Vladislav Blintsov                         | 1'30"666  | Serbia Stefan Vekić Vladimir Torubarov                              | 1'30"953  | Lituania Ričardas Nekriošius Andrej Olijnik                           | 1'31"449  |
| K2 - 1000 m | Germania Max Hoff Marcus Groß                                       | 3'15"797  | Spagna Francisco Cubelos Íñigo Peña                                 | 3'16"697  | Serbia Marko Tomićević Milenko Zorić                                  | 3'17"407  |
| K4 - 500 m  | Germania Max Rendschmidt Tom Liebscher Ronald Rauhe Max Lemke       | 1'20"056  | Spagna Saúl Craviotto Marcus Walz Cristian Toro Rodrigo Germade     | 1'20"423  | Ungheria Sandór Tótka Péter Molnár Miklós Dudás István Kuli           | 1'21"480  |
| K4 - 1000 m | Germania Tamas Gecsö Jakob Thordsen Jacob Schopf Lukas Reuschenbach | 2'57"947  | Slovacchia Samuel Baláž Juraj Tarr Erik Vlček Gábor Jakubík         | 2'58"914  | Spagna Francisco Cubelos Rubén Millán Pelayo Roza Íñigo Peña          | 2'59"341  |

### Donne
| Evento      | Oro                                                            | Perform.  | Argento                                                             | Perform.  | Bronzo                                                                        | Perform.  |
| Canoa       |                                                                |           |                                                                     |           |                                                                               |           |
| C1 - 200 m  | Laurence Vincent-Lapointe                                      | 45"567    | Olesia Romasenko                                                    | 46"242    | Dorota Borowska Alena Nazdrova                                                | 46"812    |
| C1 - 500 m  | Kseniia Kurach                                                 | 2'10"991  | Alena Nazdrova                                                      | 2'11"631  | Katie Vincent                                                                 | 2'12"148  |
| C1 - 5000 m | Laurence Vincent-Lapointe                                      | 27'43"020 | Annika Loske                                                        | 27'52"541 | Maria Mailliard                                                               | 27'59"547 |
| C2 - 200 m  | Bielorussia Alena Nazdrova Kamila Bobr                         | 45"234    | Polonia Sylwia Szczerbinska Dorota Borowska                         | 46"158    | Russia Kseniia Kurach Olesya Nikiforova                                       | 46"668    |
| C2 - 500 m  | Canada Laurence Vincent-Lapointe Katie Vincent                 | 1'56"395  | Ungheria Virág Balla Kincső Takács                                  | 1'58"632  | Bielorussia Nadzeya Makarchanka Volha Klimava                                 | 2'00"485  |
| Kayak       |                                                                |           |                                                                     |           |                                                                               |           |
| K1 - 200 m  | Lisa Carrington                                                | 38"821    | Emma Jørgensen                                                      | 40"548    | Linnea Stensils                                                               | 40"585    |
| K1 - 500 m  | Danuta Kozák                                                   | 1'47"254  | Lisa Carrington                                                     | 1'47"984  | Volha Khudzenka                                                               | 1'48"724  |
| K1 - 1000 m | Dóra Bodonyi                                                   | 4'02"892  | Lizzie Broughton                                                    | 4'03"927  | Bridgitte Hartley                                                             | 4'04"017  |
| K1 - 5000 m | Lizzie Broughton                                               | 24'01"737 | Maryna Litvinchuk                                                   | 24'12"014 | Jennifer Egan                                                                 | 24'15"075 |
| K2 - 200 m  | Germania Franziska Weber Tina Dietze                           | 37"157    | Nuova Zelanda Kayla Imrie Aimee Fisher                              | 37"197    | Ucraina Mariia Kichasova-Skoryk Anastasiya Horlova                            | 37"294    |
| K2 - 500 m  | Ungheria Anna Kárász Danuta Kozák                              | 1'43"065  | Nuova Zelanda Lisa Carrington Caitlin Ryan                          | 1'43"088  | Germania Jasmin Fritz Steffi Kriegerstein                                     | 1'45"589  |
| K2 - 1000 m | Ungheria Tamara Csipes Erika Medveczky                         | 3'39"811  | Polonia Paulina Paszek Justyna Iskrzycka                            | 3'43"758  | Germania Sarah Brüsler Melanie Gebhardt                                       | 3'45"091  |
| K4 - 500 m  | Ungheria Anna Kárász Erika Medveczky Danuta Kozák Dóra Bodonyi | 1'33"761  | Nuova Zelanda Lisa Carrington Aimee Fisher Kayla Imrie Caitlin Ryan | 1'33"771  | Polonia Karolina Naja Helena Wisniewska Anna Puławska Katarzyna Kolodziejczyk | 1'34"568  |

## Canoa Paralimpica

### Medagliere
| Pos.   | Paese         | Oro | Argento | Bronzo | Totale |
| ------ | ------------- | --- | ------- | ------ | ------ |
| 1      | Gran Bretagna | 2   | 2       | 3      | 7      |
| 2      | Ucraina       | 2   | 1       | 1      | 4      |
| 3      | Australia     | 2   | 1       | 0      | 3      |
| 4      | Brasile       | 1   | 3       | 1      | 5      |
| 5      | Italia        | 1   | 1       | 1      | 3      |
| 6      | Svezia        | 1   | 0       | 0      | 1      |
| 6      | Germania      | 1   | 0       | 0      | 1      |
| 8      | Cile          | 0   | 1       | 0      | 1      |
| 8      | Nuova Zelanda | 0   | 1       | 0      | 1      |
| 8      | Ungheria      | 0   | 1       | 0      | 1      |
| 11     | Russia        | 0   | 0       | 3      | 3      |
| 12     | Romania       | 0   | 0       | 1      | 1      |
| Totale | Totale        | 11  | 11      | 10     | 32     |

### Podi
| Evento         | Oro               | Perform. | Argento               | Perform. | Bronzo                | Perform. |
| Gare maschili  |                   |          |                       |          |                       |          |
| KL1 - 200 m    | Esteban Farias    | 49"796   | Róbert Suba           | 50"606   | Luis Cardoso Da Silva | 51"376   |
| KL2 - 200 m    | Curtis McGrath    | 41"735   | Scott Martlew         | 42"360   | Mykola Syniuk         | 43"230   |
| KL3 - 200 m    | Serhii Yemelianov | 39"031   | Caio Carvalho         | 39"761   | Leonid Krylov         | 40"896   |
| VL1 - 200 m    | Peter Happ        | 1'18"764 | Robinson Mendez       | 1'34"300 | -                     | -        |
| VL2 - 200 m    | Igor Tofalini     | 54"316   | Luis Cardoso Da Silva | 54"911   | Marius Ciustea        | 55"246   |
| VL3 - 200 m    | Curtis McGrath    | 47"642   | Caio Carvalho         | 48"837   | Jack Eyers            | 49"492   |
| Gare femminili |                   |          |                       |          |                       |          |
| KL1 - 200 m    | Maryna Mazhula    | 55"665   | Eleonora De Paolis    | 56"795   | Jeanette Chippington  | 57"050   |
| KL2 - 200 m    | Charlotte Henshaw | 52"627   | Emma Wiggs            | 53"402   | Nadezda Andreeva      | 56"412   |
| KL3 - 200 m    | Helene Ripa       | 53"671   | Amanda Reynolds       | 53"881   | Mihaela Lulea         | 54"826   |
| VL1 - 200 m    | -                 | -        | -                     | -        | -                     | -        |
| VL2 - 200 m    | Emma Wiggs        | 57"766   | Jeanette Chippington  | 1'00"491 | Mariia Nikiforova     | 1'00"546 |
| VL3 - 200 m    | Larisa Volik      | 1'06"262 | Nataliia Lahutenko    | 1'06"397 | Charlotte Henshaw     | 1'06"407 |